# Музафарпур
Музафарпур је град у Индији у држави Бихар. Према незваничним резултатима пописа 2011. у граду је живело 351.838 становника.

## Становништво
Према незваничним резултатима пописа, у граду је 2011. живело 351.838 становника.
| 1991.   | 2001.   | 2011.   |
| ------- | ------- | ------- |
| 241.107 | 305.525 | 351.838 |